# Pitierka
Pitierka (ros. Питерка) – wieś (sieło) w Rosji, w obwodzie saratowskim, ośrodek administracyjny rejonu pitierskiego. W 2010 liczyła 5439 mieszkańców.

## Urodzeni
- Władimir Czirskow – radziecki polityk.